# Датунг
Датунг (大同) град је Кини у покрајини Шанси. Према процени из 2009. у граду је живело 1.065.980 становника.

## Становништво
Према процени, у граду је 2009. живело 1.065.980 становника.
| 1990.   | 2000.     | 2009.     |
| ------- | --------- | --------- |
| 895.320 | 1.007.130 | 1.065.980 |